# Prix Chatrian
Le prix Chatrian, est un prix qui récompensait un ouvrage en relation avec le monde du rail et des chemins de fer. Il a été attribué 28 fois entre 1950 et 1977. Parmi les lauréats, on trouve notamment Henri Vincenot (1961) et Jean des Cars (1977).

## Historique
Le prix Chatrian est créé en 1950 par l'hebdomadaire professionnel Notre Métier / La Vie du Rail en hommage à Alexandre Chatrian (1826-1890), employé de 1852 à 1884 à la Compagnie des chemins de fer de l'Est et reconnu comme écrivain, au même titre qu'Émile Erckmann avec qui il écrivait en duo sous le pseudonyme de Erckmann-Chatrian.
Le jury, composé de gens de lettres et de personnalités des chemins de fer, se réunissait, à Paris, au buffet gastronomique de la gare de l'Est, puis à partir de 1971, dans les salons du restaurant le Train Bleu (gare de Lyon), en présence d'un membre de l'Académie française et d'un membre de l'Académie Goncourt.

## Liste des lauréats
Liste chronologique des attributions du prix.
- 1950 - 1er prix : Les Laboureurs de la Nuit, de Charles Agniel[4],[5](éditions Causse, Graille et Castelnau, Montpellier, 1950)
- 1951 - 2e : Le drame de l'Express du Gothard, d'Emilio Geiler[6] (éditions Payot, Lausanne, 1942)
- 1952 - 3e : Cheminots de France, de Charles-Jean Odic[7] (éditions du Tertre, Paris, 1952)
- 1953 - 4e : La Bataille du Rail - La construction du chemin de fer de Matadi au Stanley Pool, de R.-J. Cornet (éditions L. Cuypers, Bruxelles, 1947)
- 1954 - 5e : Trains en détresse, d'Étienne Cattin[8] (éditions Julliard, Paris, 1953)
- 1955 - 6e : Dynastie du Rail, de Janet Taylor-Caldwell[9] (éditions Presses de la Cité, Paris, 1953)
- 1956 - 7e : Le Roman du Rail, de René Dupuy (éditions Pierre Horay, Paris, 1953)
- 1957 - 8e : Marc Seguin - La naissance du premier chemin de fer, de P.-E. Marchal (J. Cuzin éditeur, Lyon, 1957)
- 1958 - 9e : Découverte du Rail, de Louis Delacarte (Librairie Arthème Fayard, Paris, 195?)
- 1959 - 10e : Singulière jeunesse du chemin de fer, de Fernand Arnaudiès (éditions Baconnier, Alger, 1959)
- 1960 - 11e : Magie du Rail, de Jean-Michel Hartmann et Charles-François Landry[10] (éditions Amart, 1959)
- 1961 - 12e : Les Chevaliers du chaudron, d'Henri Vincenot (éditions Denoël, Paris, 1958)
- 1962 - 13e : Mémoires du métro, de Roger-Henri Guerrand (éditions de la Table Ronde, Paris, 1960)
- 1963 - 14e : La S.N.C.F. de la diligence à la BB, de François Legueu (éditions Plon, Paris, 1962)
- 1964 - 15e : Le train dans la littérature française, de Marc Baroli (éditions N.M[11], Paris, 1964)
- 1965 - 16e : Chemins de fer d'hier, d'aujourd'hui et de demain, de René Pollier (éditions N.M., Paris, 196?)
- 1966 - 17e : Les contes de ma mère le Rail, de Roger Ferlet[12] (Société d'éditions Internationales, 1966)
- 1967 - 18e : Histoire des transports à Lyon, de Jean Arrivetz (Graphisme édition Réalisation, Lyon, 1966)
- 1968 - 19e : L´Albatros a trois heures de retard, d'Albert Ayguesparse[13] (éditions Le Rail, Paris, 1967)
- 1969 - 20e : Notre Métro, de Jean Robert (éditions Omnes et Cie, 1968)
- 1970 - 21e : Les chemins de fer dans le monde, de William Wenger (éditions Mondo SA, Lausanne, 1969)
- 1971 - 22e : La naissance du rail européen, de Julien Pécheux[14] (éditions Berger-Levrault, Paris, 1970)
- 1972 - 23e : L'esthétique de la locomotive à vapeur, de Michel Doer[2] (Éditions La Vie du Rail, Paris, 1971)
- 1973 - 24e : Les chemins de fer dans la vie des hommes, d'Armand André de la Far (éditions André Bonne, Paris, 1972)
- 1974 - 25e : Vapeur... hommes et machines, de Maurice Maillet[15] (éditions La Vie du Rail, Paris, 1972).
- 1975 - 26e : Histoire de l'Exploitation d'un grand réseau - La compagnie du chemin de fer du Nord 1846-1937, de François Caron (éditions Mouton, Paris, 1973)
- 1976 - 27e : Les tramways de Marseille ont cent ans, par Jacques Laupiès et Roland Martin (éditions P. Tacussel, Marseille, 1975)
- 1977 - 28e et dernier prix : Il fut coattribué à Jean des Cars et Roger Commault pour Sleeping Story, (éditions Julliard, Paris, 1976) et à Elie Fruit pour Les syndicats dans les chemins de fer en France 1890-1910 (Les éditions Ouvrières, Paris, 1976)